# Verónica Macamo
Verónica Nataniel Macamo Dlhovo (ur. 13 listopada 1957 w Bilene, Prowincja Gaza) – mozambicka polityczka, od 2020 roku minister spraw zagranicznych. Jest deputowaną do Zgromadzenia Republiki Mozambiku od 1994 roku, w latach 2010–2020 była przewodniczącą tego gremium.

## Życiorys
Ukończyła prawo na Uniwersytecie Eduardo Mondlane. Pracowała jako doradczyni prawna spółek, była prezeską zarządu Funduszu Turystycznego.

### Działalność polityczna
Wstąpiła do Frontu Wyzwolenia Mozambiku. Od 1975 do 1977 była komisarzem politycznym Centrum Przygotowania Wojskowo-Politycznego w Dystrykcie Moamba, a w latach 1985–1989 sekretarzynią krajową ds. personelu i szkolenia Organizacji Kobiet Mozambiku. W pierwszych wielopartyjnych wyborach parlamentarnych w 1994 roku została wybrana deputowaną do Zgromadzenia Republiki Mozambiku. W latach 1994–1995 była kierowniczką Wydziału Kobiet Komitetu Centralnego partii, a następnie do 1997 roku sekretarzynią Komitetu Centralnego ds. Zagranicznych. Została także szefową działu prawnego i członkinią komitetu politycznego partii.
W 2001 roku została wybrana wiceprzewodniczącą Zgromadzenia Republiki. W 2004 roku została delegatką Mozambiku do Parlamentu Panafrykańskiego. 12 stycznia 2010 roku została przewodniczącą Zgromadzenia Republiki Mozambiku (jako pierwsza kobieta w historii). 13 stycznia 2020 roku na funkcji przewodniczącej zastąpiła ją Esperança Bias. 17 stycznia tego samego roku została mianowana przez prezydenta Filipe Nyusiego ministrem spraw zagranicznych.